# Ricky Pratama
Ricky Pratama (* 6. Mai 2003 in Sidoarjo) ist ein indonesischer Fußballspieler.

## Karriere
Ricky Pratama erlernte das Fußballspielen in der Jugendmannschaft des PSM Makassar. Hier unterschrieb er im Juli 2022 seinen ersten Profivertrag. Der Verein aus Makassar spielte in der ersten indonesischen Liga. Sein Erstligadebüt gab er am 10. September 2022 (9. Spieltag) im Heimspiel gegen Persebaya Surabaya. Bei dem 30-Erfolg wurde er in der 67. Minute für den Japaner Kenzō Nambu eingewechselt. Am Ende der Saison feierte er mit Makassar die indonesische Meisterschaft. In seiner ersten Profisaison bestritt er 14 Erstligaspiele.

## Erfolge
PSM Makassar
- Indonesischer Meister: 2022/23